# 용인 창리 선돌
용인 창리 선돌(龍仁 倉里 立石)은 대한민국 경기도 용인시 처인구 남사면 창리에 있는 청동기시대의 선돌이다. 1985년 6월 28일 경기도의 문화재자료 제61호 용인 남사면 창리 선돌로 지정되었다가. 2016년 11월 8일 현재의 명칭으로 변경되었다.

## 개요
선돌은 길쭉하고 커다란 돌을 약간만 다듬어 마을 입구 등에 세워 기념하거나 신앙의 대상물로 삼는 것을 말하는 것으로, 이 선돌은 창리 마을 앞의 야트막한 기슭에 자리하고 있다.
다듬지 않은 자연돌을 그대로 사용하였는데, 윗변이 한쪽으로 뾰족하여 마치 칼을 꽃아 놓은 모양처럼 보인다. 이로 인해 마을에서는 ‘검바위’라고도 부르고 있다.
예로부터 이 선돌이 쓰러지면 마을에 재앙이 일어난다고 전하여, 선돌이 민간신앙의 대상이었음이 짐작되는데 여기에는 선돌이 쓰러지지 않도록 잘 돌보아야 한다는 뜻도 엿보인다. 선돌의 앞면이 마을을 향하고 있어 마을 지키는 수호신으로 삼고 있기도 하다.

## 참고 자료
- 용인 창리 선돌 - 국가유산청 국가유산포털